# Andesia
Andesia is een geslacht van vlinders van de familie Uilen (Noctuidae), uit de onderfamilie Cuculliinae.

## Soorten
- A. barilochensis Angulo & de Bros, 1996
- A. errata Köhler, 1979
- A. huncalensis Köhler, 1979
- A. lurida Köhler, 1979
- A. oenistis Hampson, 1905